# Parydra stagnicola
Parydra stagnicola är en tvåvingeart som beskrevs av Robineau-desvoidy 1830. Parydra stagnicola ingår i släktet Parydra och familjen vattenflugor. Inga underarter finns listade i Catalogue of Life.